# Thomas Brodie-Sangster

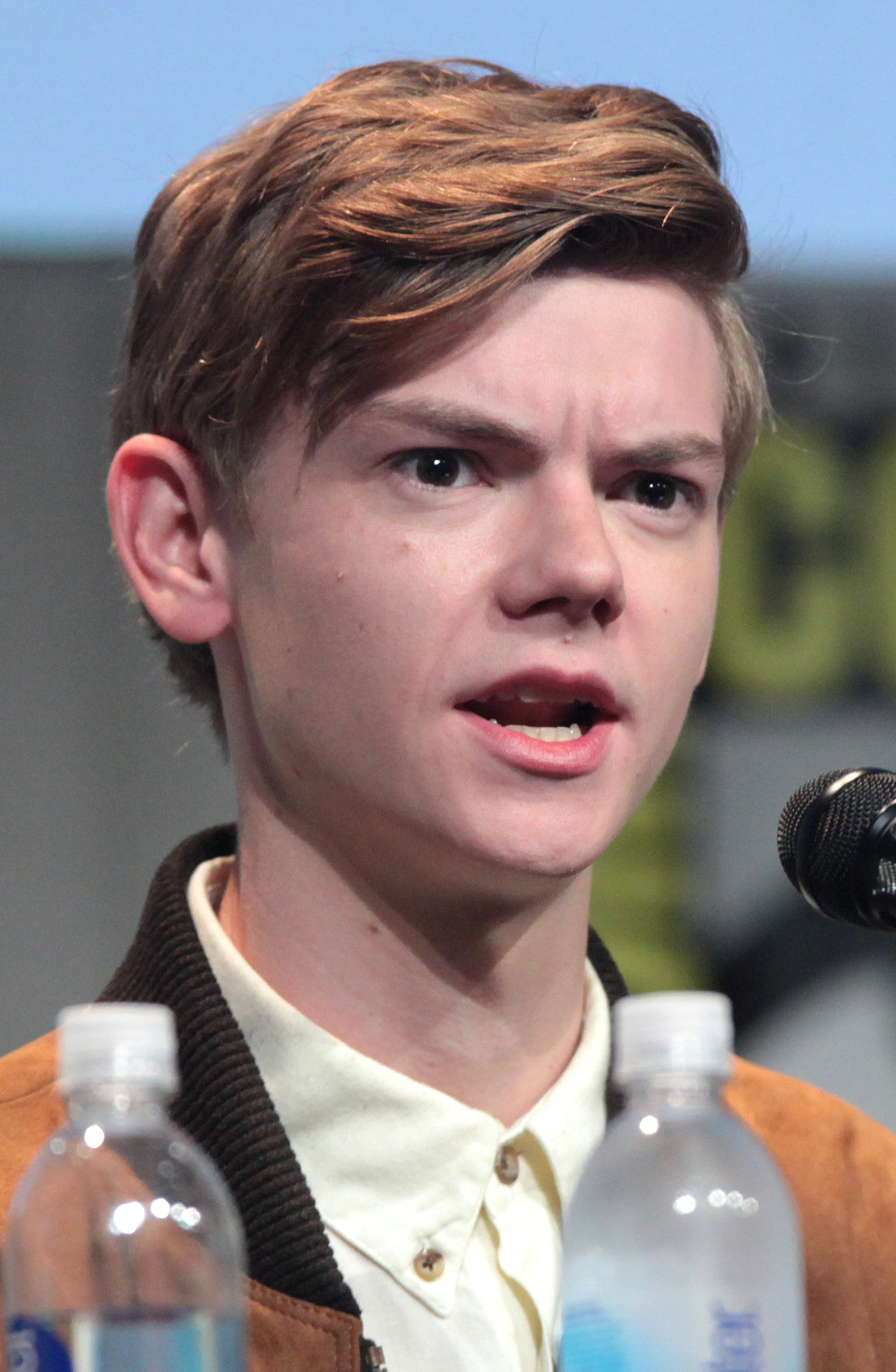
Thomas Brodie-Sangster (2015)

Thomas Brodie-Sangster (* 16. Mai 1990 in London, England; anfangs auch als Thomas Sangster bekannt) ist ein britischer Schauspieler, der seine Karriere als Jungdarsteller begann. Seine bekanntesten Filmrollen sind die des Newt in der Filmreihe Maze Runner und die des Benny Watts im Damengambit. Außerdem spielte er Jojen Reet in Game of Thrones.

## Leben
Thomas Brodie-Sangster wurde als Sohn von Mark Sangster und Tasha Bertram geboren. Er stammt aus einer Familie mit einer gewissen Erfahrung im Schauspielbereich: seine Mutter hat in verschiedenen BBC-Filmen mitgespielt und sein aus Schottland stammender Vater war einer der Protagonisten im Musical Der König der Löwen in Deutschland. Er ist ein Neffe 3. Grades des Schauspielers Hugh Grant, da Thomas’ Urgroßmutter und die Großmutter von Hugh Grant Schwestern waren. Im Juli 2023 verlobte er sich mit der Schauspielerin Talulah Riley.
2001 wurde Brodie-Sangster erstmals als Jungdarsteller tätig, als er in einem Fernsehfilm der BBC vor der Kamera stand. Es folgten weitere Auftritte in Fernsehproduktionen, ehe er 2003 mit einer Rolle in dem Episodenfilm Tatsächlich… Liebe erstmals in einem Kinofilm mitwirkte. Seine Darbietung brachte ihm sowohl eine Satellite-Award- als auch eine Young-Artist-Award-Nominierung ein.
2005 folgte an der Seite von Emma Thompson die Rolle des Simon Brown in dem Fantasyfilm Eine zauberhafte Nanny. 2006 verkörperte er in einer Nebenrolle den jungen Tristan in Kevin Reynolds’ Tristan & Isolde. 2007 spielte er in dem historischen Actionfilm Die letzte Legion den jungen römischen Kaiser Romulus Augustulus. An seiner Seite agierten unter anderem Colin Firth und Ben Kingsley.
2009 verkörperte Brodie-Sangster den jungen Paul McCartney in der Filmbiografie Nowhere Boy. 2011 hatte er eine Hauptrolle in der deutsch-irischen Co-Produktion Am Ende eines viel zu kurzen Tages. Weitere Bekanntheit erlangte er durch die Rolle des Jojen Reed, die er von 2013 bis 2014 in zwei Staffeln der erfolgreichen Fantasyserie Game of Thrones spielte. Einen weiteren Erfolg hatte Brodie-Sangster mit dem Part des Newt in den Maze-Runner-Filmen, den er von 2014 bis 2018 in allen drei Teilen der Reihe (Die Auserwählten im Labyrinth, Die Auserwählten in der Brandwüste sowie Die Auserwählten in der Todeszone) verkörperte. 2015 und 2017 war er außerdem Teil der Besetzung in den Serien Wölfe und Godless.

## Filmografie (Auswahl)

### Film
- 2002: Mrs. Meitlemeihr
- 2003: Tatsächlich… Liebe (Love Actually)
- 2003: Hitler – Aufstieg des Bösen (Hitler: The Rise of Evil)
- 2005: Eine zauberhafte Nanny (Nanny McPhee)
- 2006: Tristan & Isolde
- 2007: Die letzte Legion (The Last Legion)
- 2007: The Fence
- 2008: Pinocchio
- 2009: Bright Star
- 2009: Nowhere Boy
- 2010: The Alchemistic Suitcase (Kurzfilm)
- 2010: Some Dogs Bite
- 2011: My Left Hand Man (Kurzfilm)
- 2011: Phineas und Ferb: Quer durch die 2. Dimension (Phineas and Ferb the Movie: Across the 2nd Dimension, Stimme)
- 2011: Am Ende eines viel zu kurzen Tages (Death of a Superhero)
- 2011: Hideaways – Die Macht der Liebe (Hideaways)
- 2011: Albatross
- 2012: The Baytown Outlaws
- 2013: The Ugly Duckling (Kurzfilm)
- 2013: Orbit Ever After (Kurzfilm)
- 2014: Maze Runner – Die Auserwählten im Labyrinth (The Maze Runner)
- 2014: Phantom Halo
- 2015: Maze Runner – Die Auserwählten in der Brandwüste (Maze Runner: The Scorch Trials)
- 2015: Star Wars: Das Erwachen der Macht (Star Wars: The Force Awakens)
- 2018: Maze Runner – Die Auserwählten in der Todeszone (Maze Runner: The Death Cure)

### Fernsehen
- 2001: Station Jim
- 2001: The Miracle of the Cards
- 2002: Bobbie’s Girl
- 2002: Stig of the Dump
- 2003: Ultimate Force (Miniserie)
- 2003: London’s Burning
- 2003: Im Visier des Bösen (Entrusted aka Daddy)
- 2004: Feather Boy
- 2004: Julian Fellowes Investigates: A Most Mysterious Murder
- 2006: Molly: An American Girl on the Home Front
- 2007: Doctor Who (Folgen 3x08–3x09)
- 2007–2015: Phineas und Ferb (Phineas and Ferb, Stimme)
- 2011: Lewis – Der Oxford Krimi (Lewis, Folge 5x03)
- 2012: Accused – Eine Frage der Schuld (Accused, 2 Folgen)
- 2013–2014: Game of Thrones (10 Folgen)
- 2015: Wölfe (Wolf Hall, 6 Folgen)
- 2017: Red Nose Day Actually (Kurzfilm)
- 2017: Godless (7 Folgen)
- 2020: Das Damengambit (The Queen’s Gambit, 4 Folgen)
- 2022: Pistol (6 Folgen)
- 2023: The Artful Dodger (8 Folgen)

## Auszeichnungen und Nominierungen
- 2003: Auszeichnung als Bester Darsteller mit dem Mini-Serien-Award beim Monte Carlo Film Festival für seine Rolle in Daddy
- 2004: Nominierung für einen Golden Satellite Award und den Young Artist Award für seine Darstellung in Tatsächlich… Liebe
- 2007: Nominierung für einen Young Artist Award für seine Rolle in Eine zauberhafte Nanny
- 2021: Nominierung für den Emmy als bester Nebendarsteller in einer Miniserie in Das Damengambit